# Boubacar Dialiba
Boubacar Dialiba Diabang (Dakar, 13 luglio 1988) è un calciatore senegalese con cittadinanza bosniaca, centrocampista del Bosnien Ffm Francoforte.